# Takeshi Inoue
Takeshi Inoue (jap. 井上 健 Inoue Takeshi; ur. 30 września 1928, zm. 5 kwietnia 1992) – japoński piłkarz, reprezentant kraju.

## Kariera klubowa
Jako piłkarz grał w klubie New Mitsubishi Heavy Industries.

## Kariera reprezentacyjna
W reprezentacji Japonii zadebiutował 7 marca 1954 w meczu przeciwko reprezentacji Korei Południowej.

## Statystyki
| Reprezentacja Japonii | Reprezentacja Japonii | Reprezentacja Japonii |
| Rok                   | Mecze                 | Gole                  |
| --------------------- | --------------------- | --------------------- |
| 1954                  | 1                     | 0                     |
| Razem                 | 1                     | 0                     |